# Aplidium propinquum
Aplidium propinquum är en sjöpungsart som först beskrevs av Van Name 1945.  Aplidium propinquum ingår i släktet Aplidium och familjen klumpsjöpungar. Inga underarter finns listade i Catalogue of Life.